# Phyllophaga drakii
Phyllophaga drakii är en skalbaggsart som beskrevs av Kirby 1837. Phyllophaga drakii ingår i släktet Phyllophaga och familjen Melolonthidae. Inga underarter finns listade i Catalogue of Life.